# Wiktor Olecki
Wiktor Olecki (9 de setembro de 1909 – 1981) foi um ex-ciclista polonês. Competiu nos eventos de corrida de estrada nos Jogos Olímpicos de Verão de 1936.